# Казалов, Алексей Николаевич
Алексей Николаевич Казалов (род. 3 февраля 1967, Ярославль, СССР) — российский футболист, полузащитник. Тренер в клубе «Шинник» (в 2012—2022 годах и с 2023 года).

## Карьера
Воспитанник ярославского футбола. В 1991—1994 годах играл за рыбинский «Вымпел». В 1995 году перешёл в «Шинник». В 1996 году помог команде выйти в высшую лигу, где дебютировал 17 марта 1997 года в матче против московского «Торпедо». 3 сентября того же года в матче против «Ростельмаша» забил первый гол в высшей лиге. Всего за «Шинник» провёл 77 матчей и забил 3 мяча в чемпионате России, провёл 4 матча и забил 1 гол в Кубке Интертото 1998. Последними клубами стали «Амкар» и тульский «Арсенал».
30 октября 2020 года, после добровольной отставки Александра Побегалова, был назначен исполняющим обязанности главного тренера «Шинника».
В сезоне 1984/85 сыграл за хоккейное «Торпедо» Ярославль 36 матчей (забросил одну шайбу) в первой лиге чемпионата СССР.